# 빈 서판 (책)
《빈 서판: 인간은 본성을 타고나는가(The Blank Slate: The Modern Denial of Human Nature)》는 2002년에 출간된 스티븐 핑커의 책이다. 이 책은 일반적으로 그 기원이 철학자 존 로크에게 있다고 여겨지는 개념 '빈 서판'에 대한 핑커의 반박을 담고 있다. 이 책은 퓰리처상 최종 후보에 올랐다. 
핑커는 현대 과학이 지적 생활에서 인간 본성에 대한 지배적인 견해를 구성하는 세 가지 "연결된 교리"에 도전했다고 주장한다.
- 타불라 라사 (마음에는 타고난 특성이 없음) - 경험주의
- 고귀한 야만인 (사람은 선하게 태어나고 사회에 의해 타락함) - 낭만주의
- 기계 속 유령 (우리 각자에게는 생물학에서 자유로운 선택을 하는 영혼이 있다)

핑커는 인간 본성에 대한 빈 서판 견해가 사실이라면 더 큰 위협이 될 것이라고 주장한다. 예를 들어, 그는 정치적 평등이 평등을 요구하는 것이 아니라 사람들을 권리를 가진 개인으로 대우하는 정책을 요구한다고 주장한다. 도덕적 진보는 인간의 마음 이 자연적으로 이기적인 동기에서 자유로울 것을 요구하지 않으며, 단지 그것을 대항할 다른 동기가 있다는 것이다. 그 책임은 행동에 이유가 없는 행동을 요구하지 않으며, 단지 칭찬과 비난에 반응해야 한다. 삶의 의미는 뇌를 형성하는 과정에 목적이 있어야 하는 것이 아니라 뇌 자체에 목적이 있어야 한다는 것이다. 그는 또한 빈 서판 상태에 대한 주장에서 도덕적 가치를 근거로 삼는 것이 미래의 경험적 발견에 의해 뒤집힐 가능성을 열어준다고 주장한다. 그는 더 나아가 빈 서판이 예속과 타락을 향유하도록 조건화될 수 있기 때문에 빈 서판이 실제로 많은 사회적 악에 대한 반대와 일치하지 않는다고 주장한다.

## 같이 보기
- 노엄 촘스키
- 진화심리학
- 각인
- 존 로크
- 본성 대 양육
- 사회생물학